# Prêmio Arthur Friedenreich de 2017
O Prêmio Arthur Friedenreich de 2017 é a 10ª edição do prêmio, criado pela Rede Globo, destinado ao maior artilheiro da temporada no futebol brasileiro.

## Classificação
Atualizado em 16 de dezembro de 2017.
| #   | Jogador          | Clube(s)                    | Gols |
| --- | ---------------- | --------------------------- | ---- |
| 1º  | Henrique Dourado | Fluminense                  | 32   |
| 2º  | Fred             | Atlético Mineiro            | 30   |
| 3º  | Bérgson          | Paysandu                    | 28   |
| 4º  | André            | Sport                       | 26   |
| 5º  | Jô               | Corinthians                 | 24   |
| 5º  | Lucca            | Ponte Preta                 | 24   |
| 5º  | Rafael Oliveira  | Botafogo-PB / Náutico       | 24   |
| 8º  | Jonatas Belusso  | Brusque / Londrina          | 23   |
| 9º  | Tito             | Confiança                   | 22   |
| 9º  | Guerrero         | Flamengo                    | 22   |
| 9º  | Diego Souza      | Sport                       | 22   |
| 12º | William Pottker  | Ponte Preta / Internacional | 20   |